# Marcela Virginia Rodríguez
Marcela Virginia Rodríguez (ur. 23 lutego 1965 w Buenos Aires) – argentyńska polityczka. Członkini Izby Deputowanych Argentyny w latach 2001–2013.

## Życiorys

### Młodość, edukacja i kariera zawodowa
Rodríguez urodziła się 23 lutego 1965 w Buenos Aires.
Studiowała prawo na Uniwersytecie Buenos Aires. Ukończyła studia magisterskie na Yale University.
Pracowała jako badaczka i doradczyni w Banku Światowym oraz radczyni prawna Izby Deputowanych Argentyny (1996–2001). Zarządzała programem wsparcia kobiet w Vicente López Partido od 1993 do 2001 roku. Od 2002 do 2006 roku była członkinią narodowej rady ds. sądownictwa. Pracowała jako profesor na swojej Alma Mater oraz na Università degli Studi di Palermo.
Po zakończeniu swojej kariery parlamentarnej została szefową departamentu pomocy prawnej oraz reprezentowania ofiar handlu ludźmi w Biurze Obrońcy Publicznego.

### Działalność polityczna
Była członkinią partii Umocnienie Republiki Równości.
W  wyborach do rady konstytucyjnej w Argentynie w 1994 roku została wybrana delegatką na konwencję konstytucyjną, która odpowiadała za tekst Konstytucji Argentyny uchwalonej w 1994 roku. Później, jako jedyna kobieta, pracowała jako doradczyni w gabinecie Raúla Alfonsína.
Z powodzeniem kandydowała do Izby Deputowanych Argentyny w wyborach parlamentarnych w 2001 roku w okręgu wyborczym obejmującym prowincję Buenos Aires z ramienia Umocnienia Republiki Równości. Była sekretarzem komitetu ds. sprawiedliwości. Uzyskiwała reelekcję w wyborach parlamentarnych w 2005 roku oraz w 2009 roku, każdorazowo w tym samym okręgu wyborczym oraz z ramienia tej samej partii. Była członkinią izby do 2013 roku. W trakcie ostatniej kadencji była członkinią Komisji ds. uprawnień, petycji i regulacji, Komisji ds. konstytucyjnych, Komisji ds. rodziny, kobiet, dzieci i młodzieży oraz Komisji ds. wymiaru sprawiedliwości.
Od 2002 do 2006 roku była członkinią narodowej rady ds. sądownictwa delegowaną przez Izbę deputowanych. W 2007 roku została wybrana jedną z wiceprzewodniczących izby. Funkcję tę pełniła w latach 2008–2009.
Głosowała za legalizacją małżeństw osób tej samej płci w 2010 roku. Spowodowało to konflikt pomiędzy nią a założycielka i liderką partii – Elisą Carrió, która swój głos „przeciw” usprawiedliwiała „posiadaniem koleżanki lesbijki”, mając na myśli Rodríguez. W sierpniu 2011 roku odeszła z partii.

### Życie prywatne
Jest lesbijką.